# 葵盛（東）巴士總站

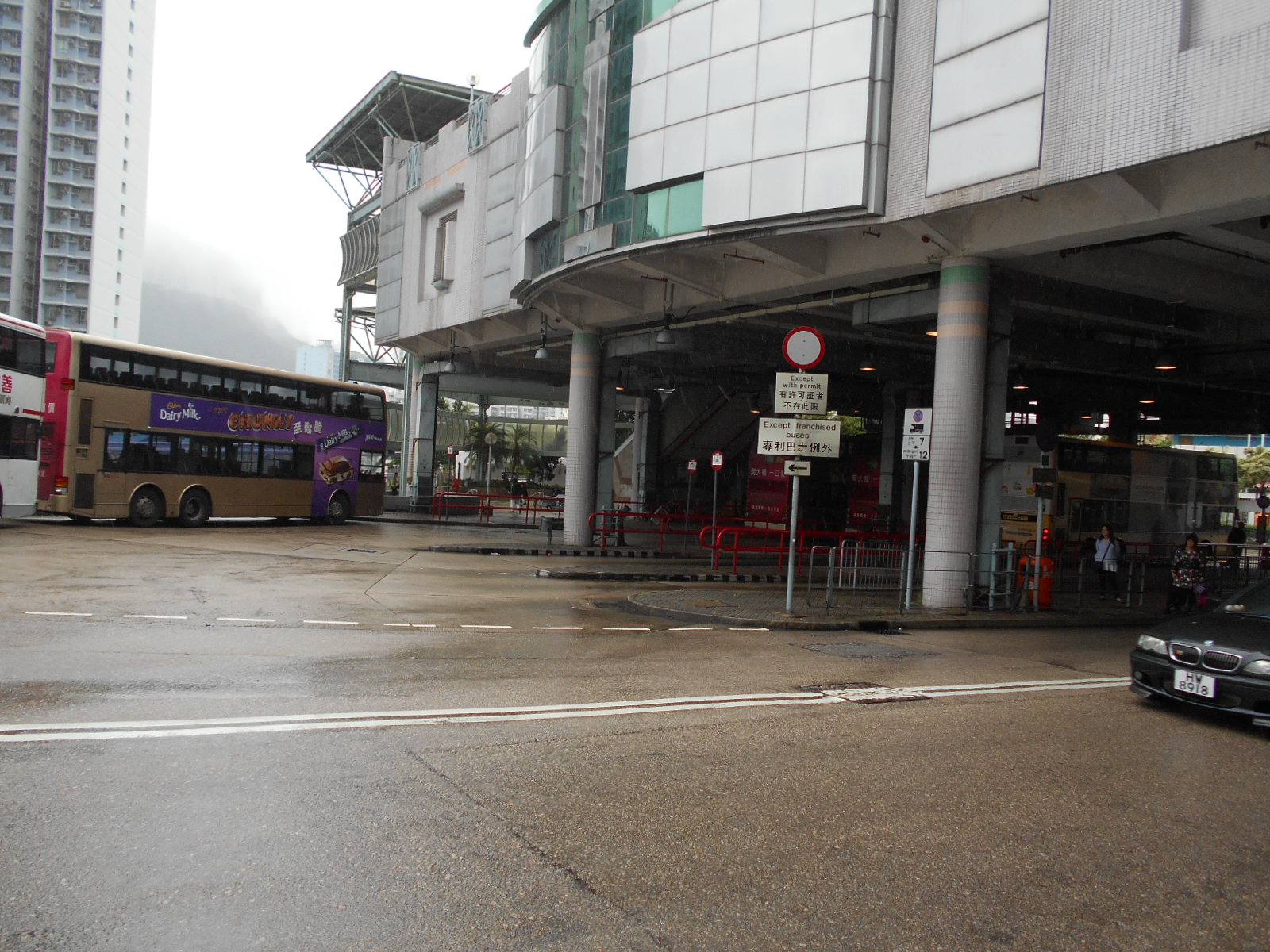
葵盛（東）巴士總站（2016年）

葵盛（東）巴士總站（英語：Kwai Shing (East) Bus Terminal）是香港的一個巴士總站，位於葵青區葵聯路、葵盛東商場的地下，其地處整個葵盛東邨的中央因以為名。現有2條巴士路線以本站作為總站，另外亦有5條巴士路線途經本站（47X會先繞過總站一次，經葵盛西邨及葵盛圍高盛臺後才返回總站）。

## 歷史
- 1972年：舊葵盛（東）巴士總站隨葵盛東邨入伙而落成，位于葵聯路與葵盛圍的交界點，在現有巴士總站的後面。
- 1977年1月30日：34、37線遷往葵盛（中）巴士總站為總站。
- 1980年5月1日：37M線投入服務。
- 1999年：葵盛東邨於1999年完成重建，位於葵盛東商場地下的新巴士總站（舊第14座旁）也隨著重建完成而啟用。舊總站被徵用作葵聯路改善工程，现已被填平。
- 2021年12月13日：930B線投入服務。

## 總站路線資料

### 九龍巴士38線
- 葵盛（東） ↔ 平田

提供葵盛圍、葵興及青山公路來往黃大仙、九龍灣、觀塘及藍田的巴士服務。於1975年12月23日起投入服務。

### 九龍巴士47X線
- 秦石 ↔ 葵盛（東）
- 新田圍 → 葵盛（東）（特別班次）

提供沙田秦石邨、乙明邨街（只往葵盛）、沙角邨/博康邨及沙田市中心來往葵興、葵芳及葵盛圍的巴士服務。於1990年4月20日配合城門隧道啟用開辦。

### 過海隧道巴士930B線
- 葵盛（東）  → 銅鑼灣（摩頓台）

提供葵盛圍往中區、金鐘及灣仔的巴士服務，於2021年12月13日投入服務，由城巴獨自經營，由930經葵盛圍特別班次更改編號而成。

## 途經路線資料

### 九龍巴士34線
- 葵盛（中） ↔ 灣景花園

提供葵盛邨、高盛臺、葵涌邨及大窩口來往荃灣市中心、麗城花園及灣景花園的巴士服務。於1964年4月1日起投入服務，當時起訖點為荃灣曹公街和葵涌新區第42座，1972年配合葵盛廉租屋入伙延長服務。其後於1977年1月30日起遷往葵盛（中）巴士總站。

### 九龍巴士37線
- 葵盛（中） ↔ 奧運站

提供葵涌葵盛邨及葵芳來往長沙灣、旺角及大角咀的巴士服務。於1972年9月18日起為配合葵盛發展而投入服務。其後為配合葵盛西邨入伙，1977年1月30日起延長至葵盛（中）巴士總站。

### 九龍巴士37M線
- 葵興站 ↺ 葵盛（中）

提供葵盛來往港鐵葵興站的接駁港鐵巴士服務。於1980年5月1日投入服務，取代37B（葵盛（東）至美孚）的服務，最初來往葵盛（中）至旺角地鐵站，1982年5月16日起配合地鐵（現在的港鐵）荃灣綫通車，縮短至葵興地鐵站，2004年6月20日起加入空調巴士行走，2010年7月1日改為全空調服務。

### 九龍巴士43D線
- 青衣（長宏邨） → 下葵盛圍（南葵涌分科診所）

### 九龍巴士N237線
- 美孚 ↺ 葵盛

提供美孚來往安蔭、石籬、大窩口及葵盛的通宵巴士服務。

## 小資料
- 九龍巴士47X線會先繞過總站一次，經葵盛西邨及葵盛圍高盛臺後才返回總站。虽然中途站和总站停車的车坑不同，但偶然也有司机忘掉绕经葵盛西邨一带才返回总站，需要乘客和站长提醒。